# João VII de Constantinopla

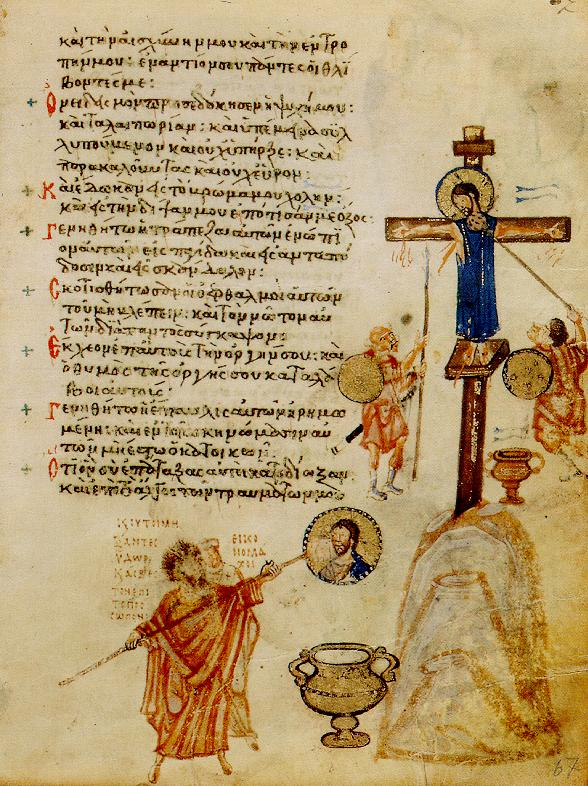
Esta página, do iconódulo Saltério de Chludov, ilustra o texto "Eles me deram bile para comer; e quando eu estava sedento, me deram vinagre para beber" com uma imagem de um soldado oferecendo vinagre a Cristo numa esponja colocada na ponta de uma vara. Abaixo, à esquerda, está uma imagem do último patriarca iconoclasta de Constantinopla, João VII, juntamente com Antônio I, esfregando uma pintura de Cristo também com uma esponja na ponta de uma vara

João VII de Constantinopla, dito Gramático (em grego: ωάννης Ζ΄ Γραμματικός; romaniz.: Iōannēs VII Grammatikos; em latim: Grammaticus) foi o patriarca de Constantinopla entre 21 de janeiro de 837 e 4 de março de 843, morrendo antes de 867

## Vida e obras
João nasceu numa família aristocrática de origem armênia. Começando a sua carreira eclesiástica por volta de 811, João era também um pintor de ícones e um correspondente de Teodoro Estudita. Por volta de 814, ele se tornou um iconoclasta e o imperador bizantino Leão V, o Armênio o escolheu para liderar um comitê para juntar os textos patrísticos que sustentassem esta posição teológica em preparação para o Sínodo de Jerusalém, que restaurou o iconoclasma. João foi recompensado com uma indicação para ser o abade do prestigioso Mosteiro de Sérgio e Baco, onde iconódulos recalcitrantes estavam sendo "reeducados".
Ele era renomado por sua erudição (e daí o epíteto "Gramático") e por sua retórica persuasiva durante os intermináveis debates que são o assunto favorito das fontes hagiográficas sobre o segundo período do iconoclasma. João também foi encarregado de ser o tutor do futuro imperador Teófilo durante o reinado de seu pai, Miguel II, o Amoriano e a ele se atribui o fervor iconoclasta imbuído no jovem estudante. Com a ascensão de Teófilo, João foi nomeado como sincelo (ajudante do patriarca), uma posição que o fez herdeiro aparente da posição. Por volta de 830, João foi enviado numa embaixada junto ao califa Almamune, que foi inefetiva em prevenir um período de ferozes batalhas entre o Império Bizantino e o Califado Abássida. Ele trouxe de volta, porém, os planos do palácio abássida em Bagdá, muito para o divertimento do imperador, e acabou supervisionando a construção de uma estrutura similar na Bitínia.
As circunstâncias do patriarcado de João VII são obscuras. Ele foi nomeado como patriarca por seu estudante, Teófilo, e pode ter sido o responsável pela leve intensificação da perseguição aos iconódulo. Ele foi deposto pela viúva de Teófilo, Teodora (sua parente) como um passo preliminar para a eliminação completa do Iconoclasma em 843. O patriarca deposto ainda sobreviveu até a década de 860.